# Husby (Hedemora)
Husby é uma aldeia com 256 habitantes sueco (2010). Está localizada na província histórica de Dalarna.